# Ascotis selenaria
Ascotis selenaria is een nachtvlinder uit de familie Geometridae, de spanners. De vlinder heeft een spanwijdte van 38 tot 48 millimeter. De soort komt voor in Zuid-, Midden- en Oost-Europa, Afrika, Klein-Azië, van de Kaukasus tot Altaj en in het stroomgebied van de Amoer, Korea en Japan. De rupsen zijn zeer polyfaag en zijn in veel gebieden een plaaginsect in de landbouw.